# Pierre Gaveaux
Pierre Gaveaux (9 de octubre de 1760 - 5 de febrero de 1825) fue un tenor y compositor francés. Compuso principalmente óperas, su obra más famosa es Léonore, ou L’amour conjugal, estrenada en 1798, en la cual interpretó el mismo el papel de Florestan. El libreto de la obra escrito por Jean-Nicolas Bouilly, sirvió de base para Fidelio, la única ópera de Beethoven. Su primera ópera L'amour filial (1792), obtuvo un gran éxito en París y fue interpretada posteriormente en Bruselas, Colonia, Róterdam, Berna, Moscú, Berlín y Hamburgo.

## Lista cronológica de óperas compuestas por Pierre Gaveaux
- L'amour filial, 1792
- Le paria ou La chaumière indienne, 1792
- Les deux ermites, 1793
- La partie carrée, 1793
- La famille indigente, 1794
- Sophronime ou La reconnaissance, 1795
- Delmon et Nadine, 1795
- La gasconnade, 1795
- Le petit matelot ou Le mariage impromptu, 1796
- Lise et Colin ou La surveillance inutile, 1796
- Tout par hasard , 1796
- Céliane, 1796
- Le mannequin vivant ou Le mari de bois, 1796
- Le traité nul, 1797
- Sophie et Moncars ou L'intrigue portugaise, 1797
- Léonore ou L'amour conjugal, 1798
- Le diable couleur de rose ou Le bonhomme misère, 1798
- Les noms supposés ou Les deux jockeys, 1798
- Le locataire, 1800
- Le trompeur trompé, 1800
- Ovinska ou Les exilés de Sibérie, 1801
- Le retour inattendu, 1802
- Un quart d'heure de silence, 1804
- Le bouffe et le tailleur, 1804
- Avis aux femmes ou Le mari colère, 1804
- Trop tôt ou Le projet manqué, 1804
- Le mariage inattendu, 1804
- Le diable en vacances ou La suite du diable couleur de rose, 1805
- L'amour à Cythère, 1805
- Monsieur Des Chalumeaux, 1806
- L'échelle de soie, 1808
- La rose blanche et la rose rouge, 1809
- L'enfant prodigue, 1811
- Pygmalion, 1816
- Une nuit au bois ou Le muet de circonstance, 1818